# Pallone d'oro 1978

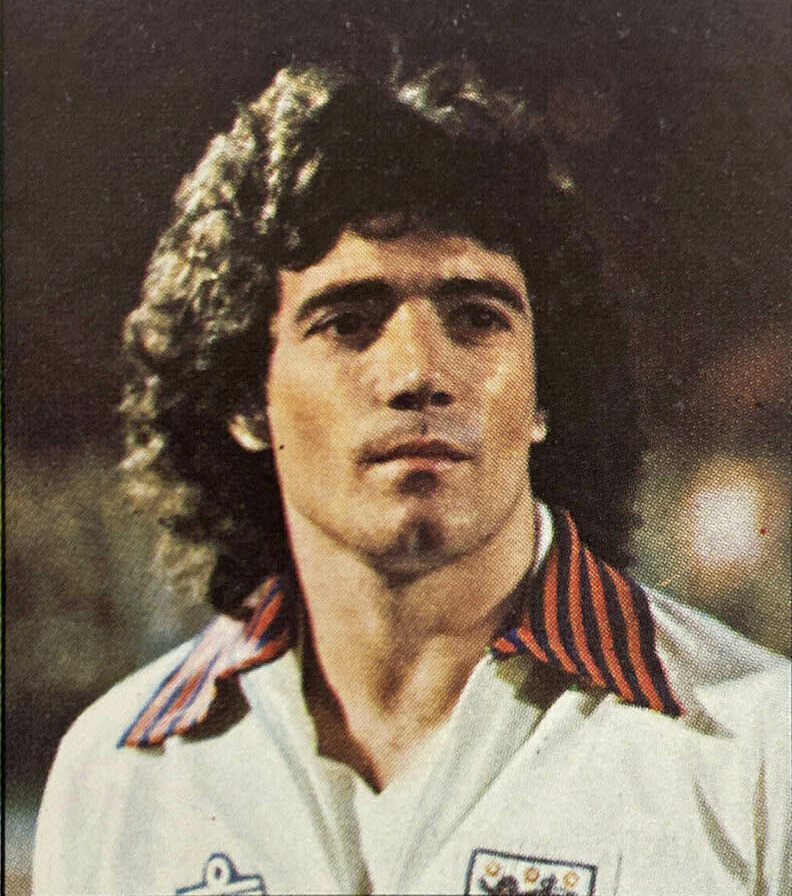
Kevin Keegan, vincitore del Pallone d'oro 1978.

L'edizione 1978 del Pallone d'oro, 23ª edizione del premio calcistico istituito dalla rivista francese France Football, fu vinta dall'inglese Kevin Keegan (Amburgo).
I giurati che votarono furono 26, provenienti da Austria, Belgio, Bulgaria, Cecoslovacchia, Danimarca, Finlandia, Francia, Germania Est, Germania Ovest, Grecia, Inghilterra, Irlanda, Italia, Jugoslavia, Lussemburgo, Paesi Bassi, Polonia, Portogallo, Romania, Scozia, Spagna, Svezia, Svizzera, Turchia, Ungheria e Unione Sovietica.